# Белвјан ет Кавирак
Белвјан ет Кавирак (фр. Belvianes-et-Cavirac) насеље је и општина у јужној Француској у региону Лангдок-Русијон, у департману Од која припада префектури Лиму.
По подацима из 2011. године у општини је живело 289 становника, а густина насељености је износила 24,74 становника/km². Општина се простире на површини од 11,68 km². Налази се на средњој надморској висини од 310 метара (максималној 1.034 m, а минималној 295 m).

## Демографија
| 1962. | 1968. | 1975. | 1982. | 1990. | 1999. | 2011. |
| ----- | ----- | ----- | ----- | ----- | ----- | ----- |
| 334   | 342   | 310   | 333   | 340   | 332   | 289   |

График промене броја становника у току последњих година